# 유럽 고속도로 576호선
유럽 고속도로 576호선(European route E576)은 루마니아의 클루지나포카에서 데지까지 이어주는 총 연장 58 km의 거리를 가진 B클래스 간선도로이기도 하는 유럽 고속도로 노선망이다. 

## 주요 경유지
- 루마니아
  -  국도 제1A호선(루마니아어판): 클루지나포카 (유럽 고속도로 60호선, 유럽 고속도로 81호선) - 데지 (유럽 고속도로 58호선)